# Uri (nome)
Uri in ebraico אוּרִי‎? è un nome proprio di persona ebraico maschile.

## Varianti
- Maschili: אוּרִי ('Uri)[1]

### Varianti in altre lingue
- Greco biblico: Ουρι (Ouri)[1]
- Latino: Uri[1]

## Origine e diffusione
Nome di tradizione biblica, è portato da tre personaggi dell'Antico Testamento, fra cui il padre di Bezalel. Alcune fonti ne danno come significato "impetuoso", "focoso", "fiammeggiante", ma potrebbe anche essere una contrazione di Uria: altre fonti indicano infatti come significato "mia luce", dall'elemento che per l'appunto costituisce la prima parte del nome Uria (nonché del nome Uriele).

## Onomastico
Il nome è adespota, cioè non è portato da alcun santo, quindi l'onomastico ricade il 1º novembre, giorno di Ognissanti.

## Persone
- Uri Adelman, scrittore israeliano

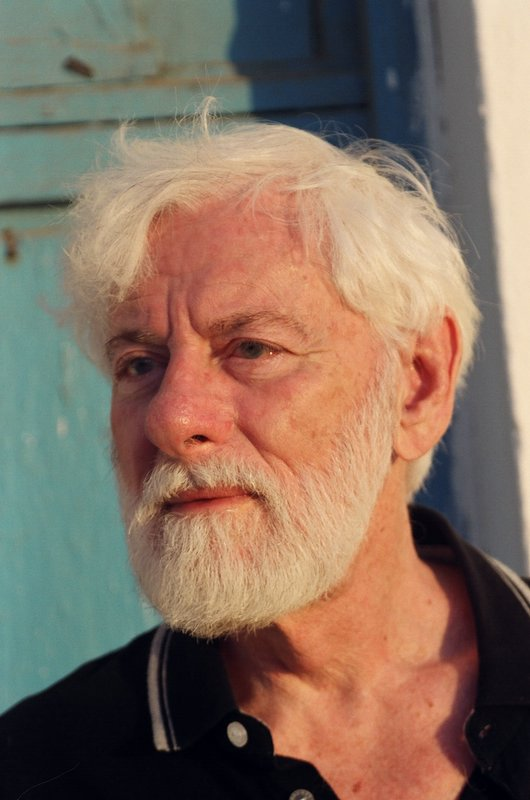
Uri Avnery

- Uri Avner, compositore di scacchi israeliano
- Uri Avnery, giornalista e pacifista israeliano
- Uri Caine, compositore e pianista statunitense
- Uri Cohen-Mintz, cestista israeliano
- Uri Geller, personaggio televisivo israeliano
- Uri Kokia, cestista israeliano
- Uri Malmilian, calciatore e allenatore di calcio israeliano
- Uri Milstein, storico israeliano
- Uri Orlev, scrittore israeliano